# D.T.A.L.
D.T.A.L. var ett kaotiskt hardcoreband som bildades i Landskrona 1983 av multiartisten Nelle (tidigare i The Bristles). Första singeln "Time To Die" släpptes 1984 och följdes upp av singeln "A Beautiful Day" 1985. 1988 medverkade bandet på samlings-LP:n "Really Fast vol. 4" från Really Fast Records och 1990 samlings-EP:n "Hard, raw and fast" från Chicken Brain Records. Därefter lade bandet ner verksamheten. Medlemsbytena var många genom åren och musiken utvecklades från hardcorepunk till death metal. 1994 återutgavs tre låtar från "Time To Die" på Varning för punk från Ägg Tapes & Records.

## Medlemmar
- Nelle - trummor 83-84/ sång 84-86. Tidigare i The Bristles.
- Måe - gitarr & sång 83-90. Senare i Odium, Warmonger, Mangler, The Negatives.
- Fredde - sång 83-84
- Tuben - trummor/sång (on & Off 'til) 89. Senare i Hyste'riah G.B.C och The Bristles.
- Snutte - basgitarr & gitarr 83-85. Bildade senare Hyste'riah (som J.B.Krown) som slutade som Hyste'riah G.B.C.
- Lankan- trummor 84-85. Tidigare i The Bristles.
- PG - trummor 86-90 Senare i Warmonger.
- Ingemar - basgitarr 86. Tidigare och senare i The Bristles.
- Pågen - basgitarr 86-90 Senare i Warmonger.
- Levin - gitarr 87-89
- Gruva - keyboard 88-90